# ジャーヘッド3 撃砕
『ジャーヘッド3 撃砕』（ジャーヘッドスリー げきさい、原題：Jarhead 3: The Siege）は、2016年のアメリカ合衆国の戦争映画である。『ジャーヘッド』シリーズの3作目。本作では中東のアメリカ大使館を襲撃した武装勢力から、大使館の情報提供者を護衛するアメリカ海兵隊のストーリーである。監督はウィリアム・カウフマン、出演はチャーリー・ウェバー、スコット・アドキンス、ダンテ・バスコ、エリック・バルデス、サーシャ・ジャクソンなど。第1作のリンカン少佐（デニス・ヘイスバート）が再び登場。ビデオ映画で、2016年6月7日にDVDとBlu-ray Discが同時発売された。
日本では、2016年4月22日にNBCユニバーサル・エンターテイメントジャパンからDVD（規格品番：GNBF-3313）が発売された。2022年10月7日にブルーレイ（規格品番：GNXF-2757）が発売された。

## キャスト
| 役名                 | 俳優                   | 日本語吹き替え |
| -------------------- | ---------------------- | -------------- |
| オルブライト         | チャーリー・ウェバー   | 東地宏樹       |
| レインズ一等軍曹     | スコット・アドキンス   | 高瀬右光       |
| オリヴィア           | サーシャ・ジャクソン   | 佐古真弓       |
| リンカン少佐         | デニス・ヘイスバート   | 福田信昭       |
| ロペス               | エリック・バルデス     |                |
| カリード             | ハドリアン・ハワード   |                |
| ブレーク             | ダンテ・バスコ         |                |
| ケイヒル大使         | スティーブン・ホーガン |                |
| 日本語版制作スタッフ |                        |                |
| 字幕翻訳             | 字幕翻訳               | 森澤海郎       |
| 吹替翻訳             | 吹替翻訳               | 税田春介       |

## スタッフ
- 監督：ウィリアム・カウフマン
- 脚本：チャド・ロー、マイケル・D・ウェイス
- 製作：ジェフリー・ビーチ、フィリップ・Ｊ・ロス（英語版）
- 製作総指揮：シャリース・ハニー
- 音楽：フレデリック・ウィードマン
- 撮影：マーク・ラトリッジ
- 編集：ジョン・ギルバート、ラッセル・ホワイト
- 美術：アントネッロ・ルビーノ
- プロダクションデザイン：アントネッロ・ルビーノ
- 衣装デザイン：ニコライ・キリロフ